# Comté de Baraga
Le comté de Baraga (Baraga County en anglais) est situé dans l'ouest de la péninsule supérieure de l'État du Michigan. Son siège est à  L'Anse. Sa population est de 8 746 habitants.

## Géographie
Le comté a une superficie de 2 768 km2, dont 2 341 km2 en surfaces terrestres.
Le mont Arvon, point culminant du Michigan, s'élevant à 603 mètres au-dessus du niveau de la mer, se trouve sur le territoire du comté.

### Comtés adjacents
- Comté de Marquette (est)
- Comté d'Iron (sud)
- Comté de Houghton (ouest)